# Conus ortneri
Conus ortneri é uma espécie de gastrópode do gênero Conus, pertencente à família Conidae.